# Carmela Oyono Ayingono
C. imela Oyono Ayingono – pisarka, poetka oraz scenarzystka radiowa i telewizyjna z Gwinei Równikowej.
Urodziła się w Nvan-Esangui w Mongomo. Kształciła się w zakresie dziennikarstwa na Kubie. Znana ze scenariuszy radiowych i telewizyjnych, programów takich jak Plaza Feliz czy Esilla Ayong. Była organizatorką pierwszych krajowych targów książki, we współpracy z Universidad Nacional de Guinea Ecuatorial (UNGE). Publikowała na łamach rozmaitych tytułów prasowych, między innymi Qué, El correo de Malabo i Ébano. Kieruje pismem kulturalnym Africando.
Jest autorką szeregu książek. Zbiorów poezji (chociażby Amores de mi selva, 2006), książek dla dzieci (w tym Cuentos con miga), wreszcie powieści (Sabor a caracol, 2019). Wśród pozostałych jej publikacji wymienić można dwutomową biografię prezydenta Obianga Nguemy Mbasogo (Obiang Nguema Mbasogo: presidente, 2011, Obiang Nguema Mbasogo, Presidente II, 2012) i biografię jednego z pierwszych liderów ruchu niepodległościowego w dawnej Gwinei Hiszpańskiej (Acacio Mañé Elá: una historia por contar., 2011).
Nagrodzona Premio Mujer Ideal de Guinea Ecuatorial (2018).